# Poetisches Ich
Der Ausdruck poetisches Ich wird in der Literaturwissenschaft gelegentlich verwendet, ist aber ebenso wenig tradiert wie der gleichbedeutende Begriff des poetologischen Ichs. Nach allgemeiner Lesart ist ein poetisches Ich in einem erzählenden, belletristischen Text eine handlungstragende Figur, die sich dadurch auszeichnet, in der Wahrnehmung und im Nachvollzug durch den Leser als eine dem realen Ich gleichberechtigte Entität und somit als ein empfindungs- und entwicklungsfähiger Mensch empfunden zu werden. Damit steht das poetische Ich in einem Gegensatz zum empirischen, formalen oder auch normativen Ich, das zum Beispiel als Träger beziehungsweise als  Sprachrohr von politischen, religiösen oder kulturellen Ideen und Programmen fungiert oder als ein typischer Vertreter seines (Berufs-)Standes, seines Geschlechts, seiner Kultur oder seines Herkunftslandes auftritt, im Gegensatz zum poetischen Ich aber keine empathisch nachvollziehbare seelische oder intellektuelle Entwicklung aufzeigt.

## Entstehung
Die Entstehung und Bestimmung eines poetischen Ichs beschreiben zuerst Novalis in seinen Fragmente(n) und Studien 1799/1800 und Jean Paul in seiner Vorschule der Ästhetik (1804, stark erweitert in einer zweiten Auflage 1813). Bei Novalis heißt es beispielsweise: „Ächte, poëtische Charactere sind schwierig genug zu erfinden und auszuführen. Es sind gleichsam verschiedne Stimmen und Instrumente. Sie müssen allgemein, und doch eigenthümlich, bestimmt und doch frey, klar und doch geheimnißvoll seyn. In der wircklichen Welt giebt es äußerst selten Charactere. (…) Die meisten Menschen sind noch nicht einmal Charaktere. Viele haben gar nicht die Anlage dazu. Man muß wohl die Gewohnheitsmenschen, die Alltäglichen von den Ch[aracteren] unterscheiden. Der Character ist durchaus selbstthätig.“ (Nr. 445)
Jean Paul schreibt im § 57 seiner Ästhetik der Vorschule: „Der Charakter selber muß lebendig vor euch in der begeisterten Stunde fest thronen, ihr müsset ihn hören, nicht bloß sehen; er muß euch – wie ja im Traume geschieht – eingeben, nicht ihr ihm, und das so sehr, daß ihr in der kalten Stunde vorher zwar ungefähr das Was, aber nicht das Wie voraussagen könntet. Ein Dichter, der überlegen muß, ob er einen Charakter in einem gegebenen Falle Ja oder Nein sagen zu lassen habe, werf’ ihn weg, es ist eine dumme Leiche.“
Das Auftreten des poetischen Ichs ist in der (deutschsprachigen) Literatur seit der zweiten Hälfte des 18. Jahrhunderts zu konstatieren. Johann Wolfgang von Goethes Roman Die Leiden des jungen Werthers (1774), Karl Philipp Moritz’ psychologischer Roman Anton Reiser (1785–1790 in vier Teilen), Jean Pauls Roman Siebenkäs (1796–97) und auch E. T. A. Hoffmanns Roman Kater Murr (1819/1821 in zwei Bänden) gelten als die ersten literarischen Werke, in denen das poetische Ich aufgrund seiner literarischen Gestaltung im Lese- und Imaginationsvorgang nachvollziehbare Lebendigkeit gewinnt. Im 19. Jahrhundert erschafft Gottfried Keller in seinem Roman Der grüne Heinrich (erste Fassung 1854/55; zweite Fassung 1879/80) ebenso einen Protagonisten als ein poetisches Ich wie Leo Tolstoi in seinem Roman Anna Karenina (1877/78). Zu Beginn des 20. Jahrhunderts erscheinen poetische Ichs unter anderem in Robert Musils Die Verwirrungen des Zöglings Törleß (1906) und in Rainer Maria Rilkes Malte Laurids Brigge (1910). Die Gestaltung poetischer Ichs findet sich seitdem in nahezu allen hochrangigen literarischen Werken, so etwa bei Franz Kafka, Robert Walser, Alfred Döblin, James Joyce, Virginia Woolf, Louis-Ferdinand Céline, Franz Werfel, Thomas Mann, Samuel Beckett, Halldór Laxness, Hermann Hesse, Wolfgang Koeppen, Thomas Bernhard, Max Frisch, Christa Wolf und Mircea Cărtărescu.